# Kenji Fukaya
Kenji Fukaya (深谷 賢治, Fukaya Kenji; * Kanagawa (prefeitura), Japão, 12 de março de 1959) é um matemático japonês, que trabalha com geometria diferencial.
Foi palestrante convidado  do Congresso Internacional de Matemáticos em Quioto (1990: Collapsing Riemannian Manifolds and its Application).

## Obras
- Collapsing Riemannian Manifolds and Eigenvalues of Laplace-Operators, Inventiones Mathematicae, Volume 87, 1987, p. 517–557
- com T. Yamaguchi The fundamental group of almost nonnegatively curved manifolds, Annals of Mathematics, Volume  136, 1992, p. 253–333
- com Mikhael Gromov, Jeff Cheeger Nilpotent structures and invariant metrics on collapsed manifolds, Journal of American Mathematical Society, Volume 5, 1992, p. 327–372
- com Kaoru Ono Arnold conjecture and Gromov-Witten invariant, Topology, Volume 38, 1999, p. 933–1048
- com Y. Oh, H. Ohta, K. Ono Lagrangian intersection Floer theory- anomaly and obstruction, 2007
- Morse homotopy, {\displaystyle A_{\infty }}-Category, and Floer homologies, in H. J. Kim (Herausgeber) Proceedings of Garc Workshop on Geometry and Topology, Seoul National University, 1994, p. 1–102
- Floer homology and mirror symmetry. II. Minimal surfaces, geometric analysis and symplectic geometry, Adv. Stud. Pure Math., 34, Math. Soc. Japan, Tokyo, 2002, p. 31–127
- Multivalued Morse theory, asymptotic analysis and mirror symmetry in Graphs and patterns in mathematics and theoretical physics, Proc. Sympos. Pure Math., Volume 73, American Mathematical Society, 2005, p. 205–278
- Ed. Topology, Geometry and Field Theory, World Scientific 1994
- Ed. Symplectic geometry and mirror symmetry (Konferenz Korea Institute for Advanced Study, Seoul 2000), World Scientific 2001
- Eichtheorie und Topologie (em japonês), Springer Verlag,  Tokio 1995
- Symplektische Geometrie (em japonês), Iwanami Shoten 1999